# Phoenix FC
Phoenix Football Club was een Amerikaanse professionele voetbalclub gevestigd in Phoenix, Arizona. Het team is opgericht in 2012 en maakte in 2013 haar debuut in de USL Pro, het derde niveau van het United States soccer league system. De teamkleuren zijn rood en wit. De thuisbasis was het Sun Devil Soccer Stadium in Tempe. In het eerste seizoen werd de club twaalfde en werd in de eerste ronde van de US Open Cup uitgeschakeld. De USL weigerde de club vanaf 1 november vanwege meerdere overtredingen van de franchiseovereenkomst waaronder financiële. Arizona United SC kreeg de licentie van Phoenix FC en de club hield op 16 maart 2014 op te bestaan. 

## Bekende spelers
- Darren Mackie
- Anthony Obodai